# Колоцкий сельский округ
Колоцкий сельский округ — упразднённая административно-территориальная единица, существовавшая на территории Можайского района Московской области в 1994—2006 годах.
Бурковский сельсовет был образован в первые годы советской власти. По данным 1919 года он входил в состав Бородинской волости Можайского уезда Московской губернии.
В 1923 году к Бурковскому с/с были присоединены Головинский, Клемятинский и Фёдоровский с/с.
В 1927 году Головинский с/с был вновь выведен из состава Бурковского с/с.
В 1926 году Бурковский с/с включал деревни Бурково, Головино, Клемятино и Фёдоровское, а также совхоз Александровка и станция Колочь.
В 1929 году Бурковский с/с вошёл в состав Уваровского района Вяземского округа Западной области. При этом он был переименован в Колоцкий сельсовет.
5 августа 1929 года Уваровский район был передан в Московский округ Московской области.
В октябре 1931 года к Колоцкому с/с был присоединён Высоковский с/с.
17 июля 1939 года к Колоцкому с/с были присоединены селения Золотилово, Копытово и Митьково упразднённого Копытовского с/с, а также селения Головино, Ерышово, Сады и Сычи упразднённого Ерышовского с/с. Одновременно из Колоцкого с/с в Уваровский с/с были переданы селения Васильево, Шохово и усадьба совхоза «Уваровка».
4 апреля 1952 года из Хващевского с/с в Колоцкий было передано селение Соловьёво, а из Уваровского с/с — селение Шохово.
3 июня 1959 года Уваровский район был упразднён и Колоцкий с/с вошёл в Можайский район.
8 августа 1959 года Колоцкий с/с был упразднён. При этом селение Головино и станция Колочь были переданы в Бородинский с/с; селения Бурково, Золотилово, Колоцкое, Митьково, Соловьёвка и Шохово — в Нововасильевский с/с; селения Акиньшино, Ерышово, Писарьки, Сады и Сычи — в административное подчинение рабочему посёлку Уваровка.
31 июля 1962 года Колоцкий с/с был восстановлен. В его состав вошли селения:
- из Нововасильевского с/с: Бурково, Колоцкое, Копытово, Митьково, Суконниково, Фёдоровское, Шохово
- из административного подчинения р.п. Уваровка: Акиньшино, Ерышово, Писарьки, Праслово, Сады, Сычи и посёлок центральной усадьбы совхоза «Уваровский» № 2.

1 февраля 1963 года Можайский район был упразднён и Колоцкий с/с вошёл в Можайский сельский район. 11 января 1965 года Колоцкий с/с был возвращён в восстановленный Можайский район.
30 октября 1986 года к Колоцкому с/с был присоединён Хващевский с/с. При этом центр Колоцкого с/с был перенесён в селение Шохово.
3 февраля 1994 года Колоцкий с/с был преобразован в Колоцкий сельский округ.
В ходе муниципальной реформы 2004—2005 годов Колоцкий сельский округ прекратил своё существование как муниципальная единица. При этом его населённые пункты были переданы частью в городское поселение Уваровка, а частью в сельское поселение Замошинское.
29 ноября 2006 года Колоцкий сельский округ исключён из учётных данных административно-территориальных и территориальных единиц Московской области.